# Hultsfred Festival
Il Festival di Hultsfred, in svedese Hultsfredsfestivalen, è un festival musicale tenutosi con cadenza annuale dal 1986 al 2013 (eccezion fatta per il 2010) nella città di Hultsfred, in Svezia, sul lago Hulingen.
Nato nel 1986 come festival rock, ha ospitato negli anni anche artisti pop, hip-hop e metal. Si svolgeva nell'arco di tre giorni, dal giovedì al sabato, nel mese di giugno o nel mese di luglio e per l'occasione era allestita una grande area campeggio. Con cinque diversi palchi ospitava un notevole numero di band (154 nel 2007) provenienti dalla Scandinavia e da tutto il mondo.

## Edizioni e artisti partecipanti
2013

Arctic Monkeys - Portishead - Fatboy Slim - Band of Horses - Phoenix - The Flaming Lips - Imagine Dragons - Mew - SBTRKT - John Talabot - Modest Mouse - Adrian Lux - Lorentz & Sakarias
2012

The Cure - The Stone Roses - The xx - Slash - Eagles of Death Metal - Chase & Status - The Cardigans - Gorillaz Sound System - Justice - Mumford & Sons (performance annullata) - Kasabian - Marina and the Diamonds - Garbage - James Blake - The Kooks - M83 - Noah and the Whale - Frank Turner - Future Islands - Stay+ - Ewert and The Two Dragons - Ikonika - Fink
2011

Morrissey - The Prodigy - Crystal Castles - Primal Scream - Beach House - Suede - MF Doom - OFWGKTA - Foster the People - White Lies - Les Savy Fav - Erasure - Duck Sauce - Raised Fist - Bootsy Collins - Nashville Pussy - Washed Out
2010 (edizione annullata)

Scissor Sisters - NAS & Damian Marley - Deftones - Erykah Badu - Empire of the Sun - Kent - The Hives - Thirty Seconds to Mars - Killswitch Engage - The Ting Tings - We Are Scientists
2009

Madness - The Killers - Regina Spektor - Lenka - Lars Winnerbäck (x4) - Maia Hirasawa - Timbuktu - Takida - Anna Ternheim - Kings of Leon - Franz Ferdinand - Dropkick Murphys - Ice Cube - Ludacris - Lisa Bouvier
2008
Rage Against the Machine - Serj Tankian - Babyshambles - Blood Red Shoes - Håkan Hellström - The Hives - Danko Jones - Robyn - HIM -The Donnas - Mustasch - Paramore - The Haunted - Linkin Park (performance annullata) - Dead by April
2007

Ozzy Osbourne - Korn - 50 Cent - Pet Shop Boys - Velvet Revolver - Black Label Society - Turbonegro - The Ark - Manic Street Preachers - Wolfmother - Evanescence - Amy Winehouse - Sahara Hotnights
2006

The Strokes - Kent - Lou Reed - Deftones - Pharrell - The Cardigans - In Flames - Gnarls Barkley - Soundtrack of our Lives - The Sounds - Alice in Chains - Blindside - Backyard Babies - Korn
2005

Marilyn Manson - Snoop Dogg - System of a Down - Nine Inch Nails - Slipknot - Slayer - The Hives - The Mars Volta - Millencolin - Tori Amos - The Hellacopters - Turbonegro
2004

Morrissey - Alicia Keys - Mary J. Blige - Kris Kristofferson - Hatebreed - 3 Doors Down - Pixies - PJ Harvey - Soulfly - Scissor Sisters - Weeping Willows - Danko Jones
2003

Radiohead - Audioslave - Queens of the Stone Age - Massive Attack - Stereophonics - The Dandy Warhols - The Streets - Ladytron - Counting Crows - Badly Drawn Boy - The Datsuns - Strapping Young Lad - Linkin Park (performance annullata, al loro posto suonano gli In Flames)
2002

Suede - Rammstein - New Order- Chemical Brothers - Slayer - Sonic Youth - Black Rebel Motorcycle Club - Bob hund - Agnostic Front - Arch Enemy - Starsailor - Ed Hacourt
2001

Iggy Pop - Manic Street Preachers - Weezer - Tool - Faithless - Limp Bizkit - Jello Biafra - The Hives - The Nomads (20th anniversary) - Godsmack - Håkan Hellström - Outkast - Queens of the Stoneage (performance annullata)
2000

Oasis - Rage Against the Machine - Primal Scream - Thåström - Mikael Wiehe - Suicidal Tendencies - Kelis - Deftones - Lars Winnerbäck - Asian Dub Foundation - Muse - Travis (performance annullata)
1999

Hole - Suede - Marilyn Manson - Joe Strummer - Monster Magnet - Goo Goo Dolls - Fu Manchu - Bloodhound Gang - HammerFall - Manic Street Prachers - Meshuggah - Orgy (performance annullata)
1998

Black Sabbath - Garbage - Eagle Eye Cherry - Bob hund - Wilmer X - Rancid - Kent - NOFX - Turbonegro - The Soundtrack of our Lives
1997

The Prodigy - Suede - Rage Against the Machine - Wu-Tang Clan - Daft Punk - Nick Cave and the Bad Seeds - Stereophonics- The Cardigans - Placebo - The Hellacopters - Millencolin - Marilyn Manson (performance annullata) - Supergrass (performance annullata)
1996

Blur - Björk - Ministry - The Cure - Iggy Pop - Pulp - Bad Religion - The Prodigy - Bruce Dickinson - Fear Factory - Emmylou Harris - Frank Black - Skunk Anansie (performance annullata)
1995

Pantera - Slayer - Nationalteatern - Chemical Brothers - Supergrass - the Cardigans - Kent - Millencolin - Beastie Boys (performance annullata) - Chris Isaak (performance annullata)
1994

Motörhead - Oasis - Blur - Midnight Oil - Die Totenhosen - The Prodigy - Primal Scream - The Verve - Refused - Meshuggah - Bob hund
1993

The Ramones - Iggy Pop - Rollins Band - Stero MC's - Manic Street Preachers - Sick of it All - Ulf Lundell - Wilmer X - Bob hund
1992

Gary Moore - The Pretenders - Primal Scream - Blur - The Creeps - Candlemass - Meshuggah - The Ramones (performance annullata)
1991

The Black Crowes - Thåström - Sven Ingvars - Status Quo (performance annullata) - PJ Harvey (performance annullata) - Stereo MC's (performance annullata)
1990

Joan Jett and the Blackhearts - Nick Lowe - Jungle Brothers - Buzzcocks - Wilmer X - Soul Asylum - The Charlatans - Sator - The Sinners
1989

Van Morrison - Motörhead - Disneyland After Dark (oggi D-A-D) - Katrina and the Waves - Chris Bailey - Jacob Hellman - Candlemass
1988

Joe Strummer and the Latino Rocakabilly War - Eldkvarn - Tone Norum - Stonefunkers - Big Country
1987

Public Image Ltd - Screamin' Jay Hawkins - Dr. Feelgood - Latin Quarter - The Jesus and Mary Chain
1986

Nils Lofgren - New Model Army - Erasure - Reeperbahn - The Triffids